# سان آیه
سان آیه (انگلیسی: San Aye؛ زادهٔ ۲۰ ژوئن ۱۹۵۴) بازیکن فوتبال اهل میانمار بود.
وی به‌همراه تیم ملی فوتبال میانمار در بازی‌های المپیک تابستانی ۱۹۷۲ شرکت کرده‌است.